# Ácido 3,5-piridinodicarboxílico
Ácido 3,5-piridinodicarboxílico, ou ácido dinicotínico é um composto orgânico com a fórmula C7H5NO4 e massa molecular 167,12. Possui ponto de fusão acima de 300 °C. É classificado com o número CAS 499-81-0, número de registro Beilstein 131640, número EC 207-893-8, número MDL MFCD00006393 e PubChem Substance ID 24898766.
Pertence aos compostos heterocíclicos (mais precisamente heteroaromáticos).
Trata-se de um anel de piridina, o qual possui grupos carboxila nas posições 3 e 5. O nome é derivado de ácido nicotínico (ácido piridina-3-carboxílico), que suporta um grupo carboxilo na posição 3 sobre o anel piridina.
É um dos seis isômeros ácido piridinodicarboxílico. Dentre os isômeros destacados encontram-se o ácido 2,4-piridinodicarboxílico, ou ácido lutidínico e ácido 2,5-piridinodicarboxílico, ou ácido isocincomerônico.

## Propriedades
Ácido dinicotínico é ligeiramente solúvel em água e éter e uma substância irritante. Apresenta-se como um pó cristalino branco Funde a 323 °C e, portanto, tem o ponto de fusão mais alto de todos os ácidos piridinodicarboxílicos. Quando funde-se, sofre descarboxilação e decompõe-se em ácido nicotínico:
O composto tem uma estrutura cristalina monoclínica, grupo espacial ’’P’’2’’1’’/c’’ (grupo espacial n° 14).

## Produção
O ácido dinicotínico é formado durante o aquecimento de ácido tetracarboxilicopiridínico ou ácido  carbodinicotínico.

## Bioquímica
É um inibidor competitivo da butirobetaína hidroxilase.